# ひじおか誠
ひじおか 誠（ひじおか まこと、1973年1月10日 - ）は日本の漫画家。

## 略歴
- 1973年、兵庫県に生まれる。小学生の頃今に続くプロレスファンとなり漫画にハマる。
- 1991年、18歳で週刊少年サンデーの「サンデーまんがカレッジ」で努力賞を受賞。2年後の1993年に「恋はお熱く」でデビュー。
- 1997年、24歳で上京。橋口隆志のアシスタントになる。
- 1999年、26歳で橋口隆志の元を離れた後、ドンキーコングが初の連載作品となる。
- 2004年、結婚。

## 作品リスト
- 恋はお熱く
- ドンキーコング （原案：宮本茂） 全2巻
- とびきりブラザー アニマン
- 爆写王!スナップキッズ 全2巻
- 太陽少年ジャンゴ （原案：小島秀夫） 全8巻
- 氷空の花束シェイミ　全1巻
- くるくるゴーマ!! 悪魂捕物帳 (2008～2010 小学三年生・四年生)
- カセキホリダー〜ラインの大冒険!!〜
- ベン10
- ドラえもん学習シリーズ・サイエンスシリーズ

## 師匠
- 橋口たかし

## エピソード
- 小学生の頃からプロレスファンで尊敬するレスラーはアントニオ猪木。
- 初の単行本となった『ドンキーコング』の第一巻で、巻末のプロフィールに「昭和48年生まれ」を「昭和40年生まれ」と書き間違えられる。